# Șorecar cu burtă albă
Șorecarul cu burtă albă (Buteo augur) este o pasăre de pradă de mărime mare, care se găsește în Africa.

## Taxonomie
Taxonomia acestei specii nu este stabilită, unii taxonomiști considerând că această specie și șorecarul sud-african fac parte din aceeași superspecie. După cum au remarcat taxonomiștii, fiecare specie este destul de distinctă, având strigăte diferite și variații ale penajului. 
În prezent, sunt recunoscute două subspecii:
- Buteo augur augur (Rüppell, 1836) – Etiopia la sud de Zimbabwe, Angola la sud de Namibia centrală
- Buteo augur archeri (Sclater, WL, 1918) – nordul Somaliei.

## Descriere

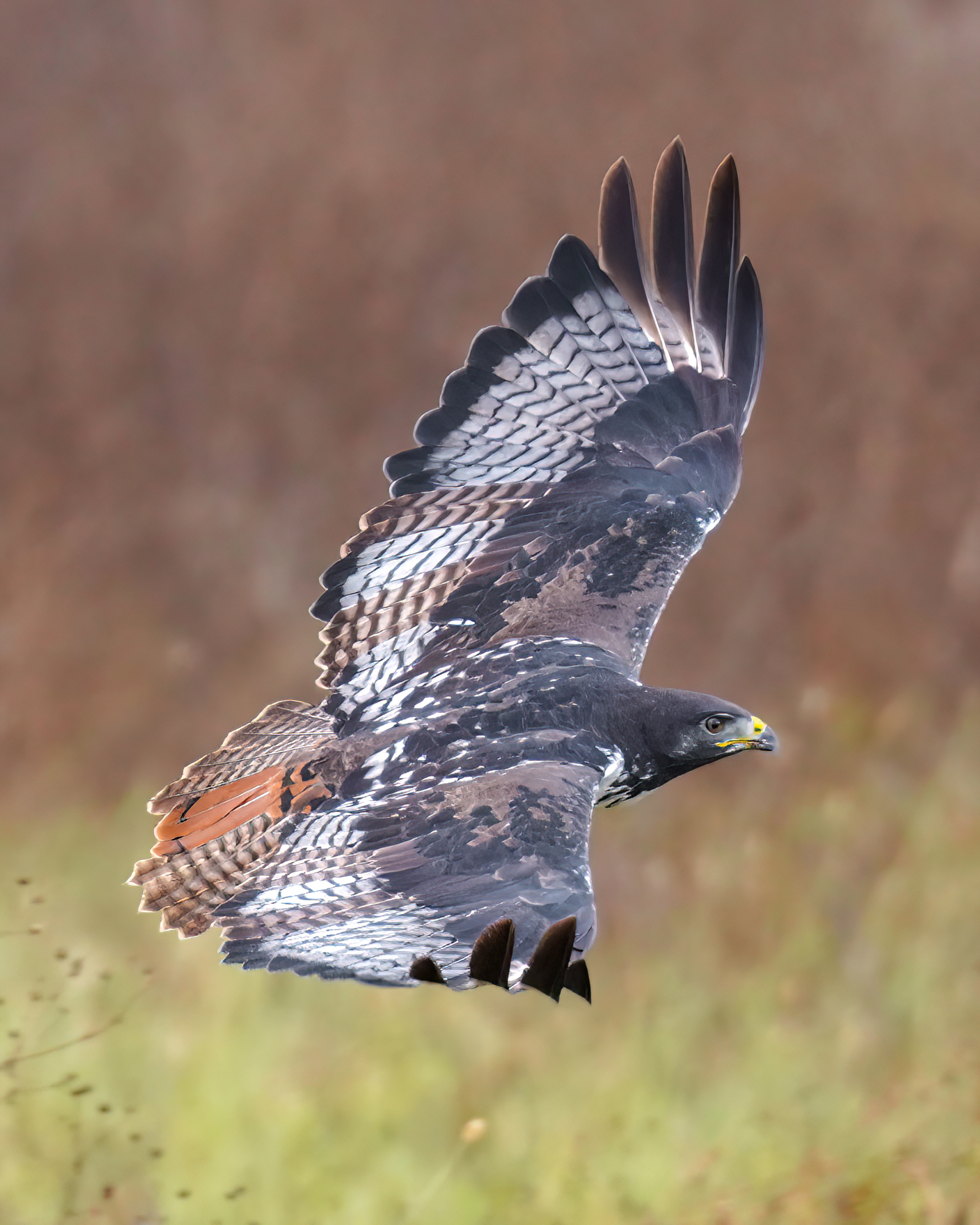
În zbor, zona de conservare Ngorongoro, Tanzania

Șorecarul cu burtă albă este una dintre cele două specii mari de Buteo originare din Africa. Adulții măsoară între 48 și 60 cm, cu o anvergură mare a aripilor de 120-150 cm. Masculii cântăresc între 880 g și 1,16 kg, în timp ce femelele cântăresc între 1,1 și 1,33 kg. Adultul are un penaj uimitor și este inconfundabil dacă este văzut bine. Deasupra este de un maro aproape negru, cu o coadă ruginie care iese puternic în evidență prin contrast. Penele primare de zbor sunt negricioase, iar cele secundare sunt de culoare albă, ambele barate cu negru. Sub bărbie și în jurul gâtului, albul este predominant, iar restul părților inferioare și al aripilor sunt ruginii. Penele de zbor de dedesubt sunt albe, cu vârfuri negre pentru formând o margine întunecată a aripii.

## Distribuție și habitat
Șorecarul cu burtă albă se găsește în estul și sud-vestul Africii. În ciuda distribuției sale aparent neregulate, acesta este adesea comun în arealul său. Îl întâlnim din estul Sudanului și Etiopia (de asemenea, nordul Somaliei, locuit de subspecia B. a. archeri) până în nord-estul Republicii Democrate Congo, Uganda, Kenya, părți din Tanzania până în Zambia, Malawi, Zimbabwe, Mozambic, vestul Angolei și centrul-vestul Namibiei. În ciuda ariei sale largi de răspândire în Africa de Sud, se pare că această specie este prezentă în Africa de Sud doar ca pasăre rătăcitoare.
Șorecarul se găsește în zonele montane deschise sau ușor împădurite, dar poate ajunge și în deșerturile de câmpie de la nivelul mării (cum ar fi în Namibia) și în unele zone mai muntoase și mai abrupte din Africa de Est. Se pare că preferă să vâneze în pajiștile înalte ale savanei, pe terenuri cultivate, uneori și în păduri deschise sau la marginea deșertului. Șorecarii din Africa de Est trăiesc de obicei la altitudini cuprinse între 400 și 4.600 metri, dar în mod normal apar la peste 1.500 metri și au fost înregistrați trăind la 5.000 metri în Etiopia.

## În cultura populară
Echipa de fotbal american Seattle Seahawks din Liga Națională de Fotbal folosește în prezent un șorecar cu burtă albă pe nume Taima ca mascotă vie la meciuri.

## Galerie

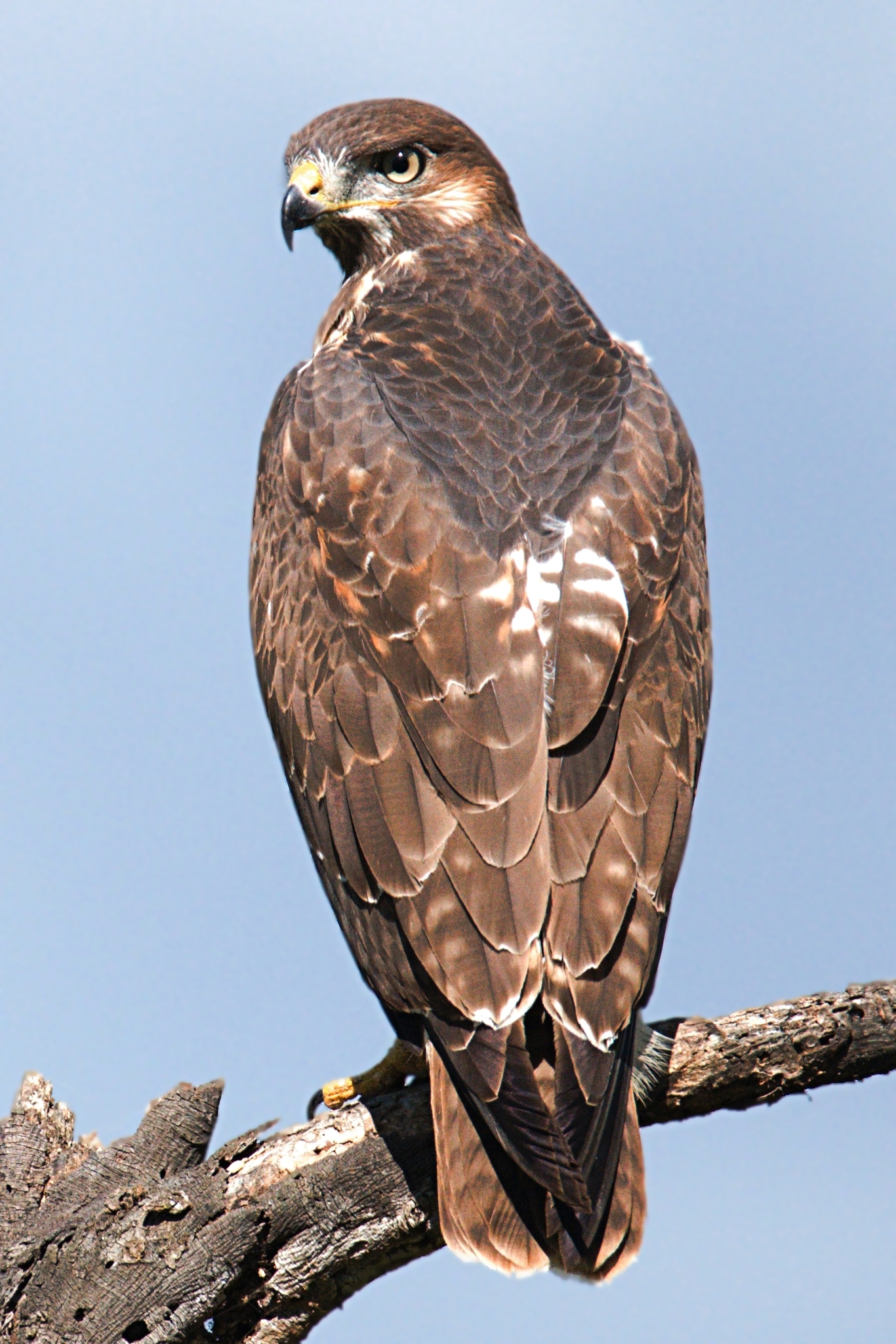
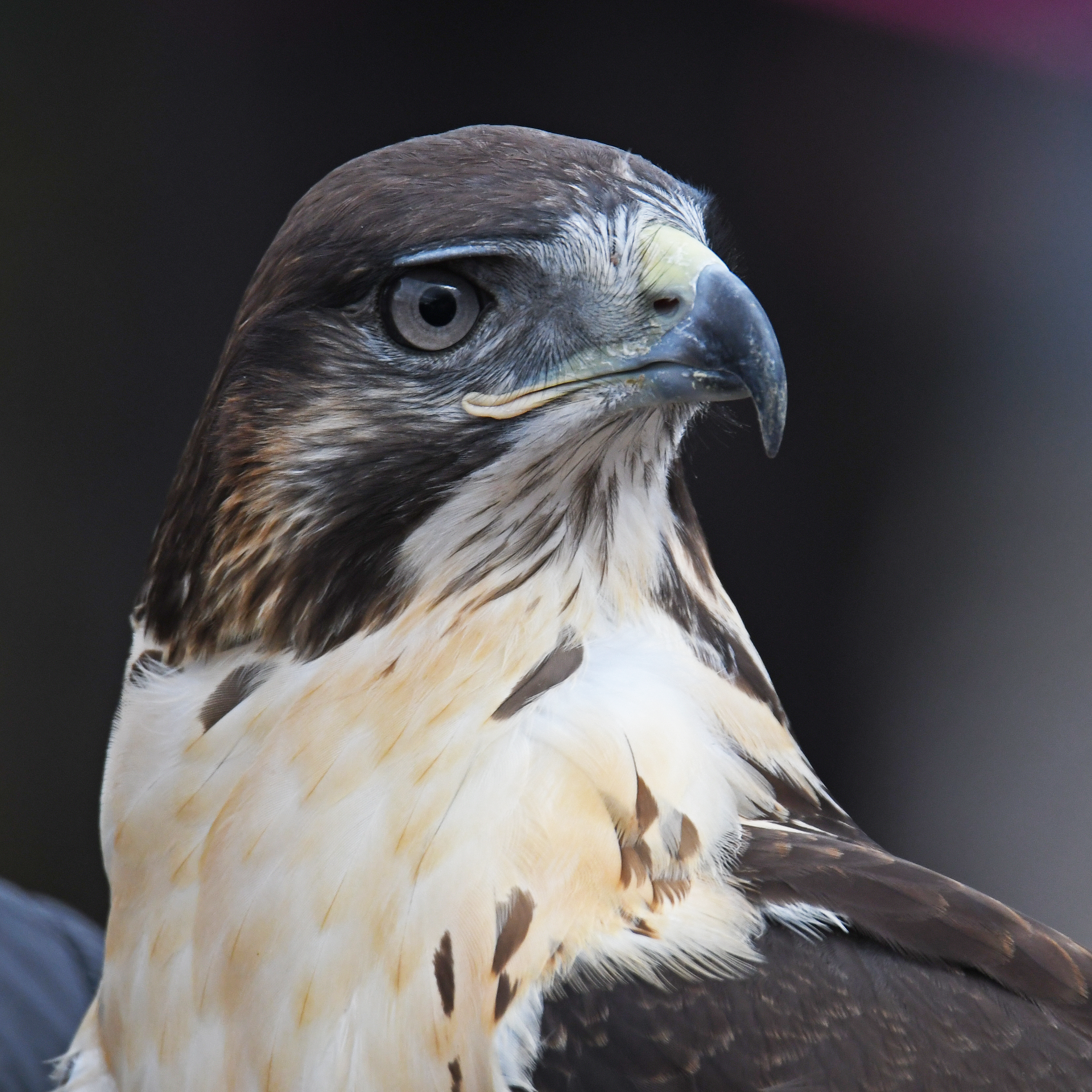
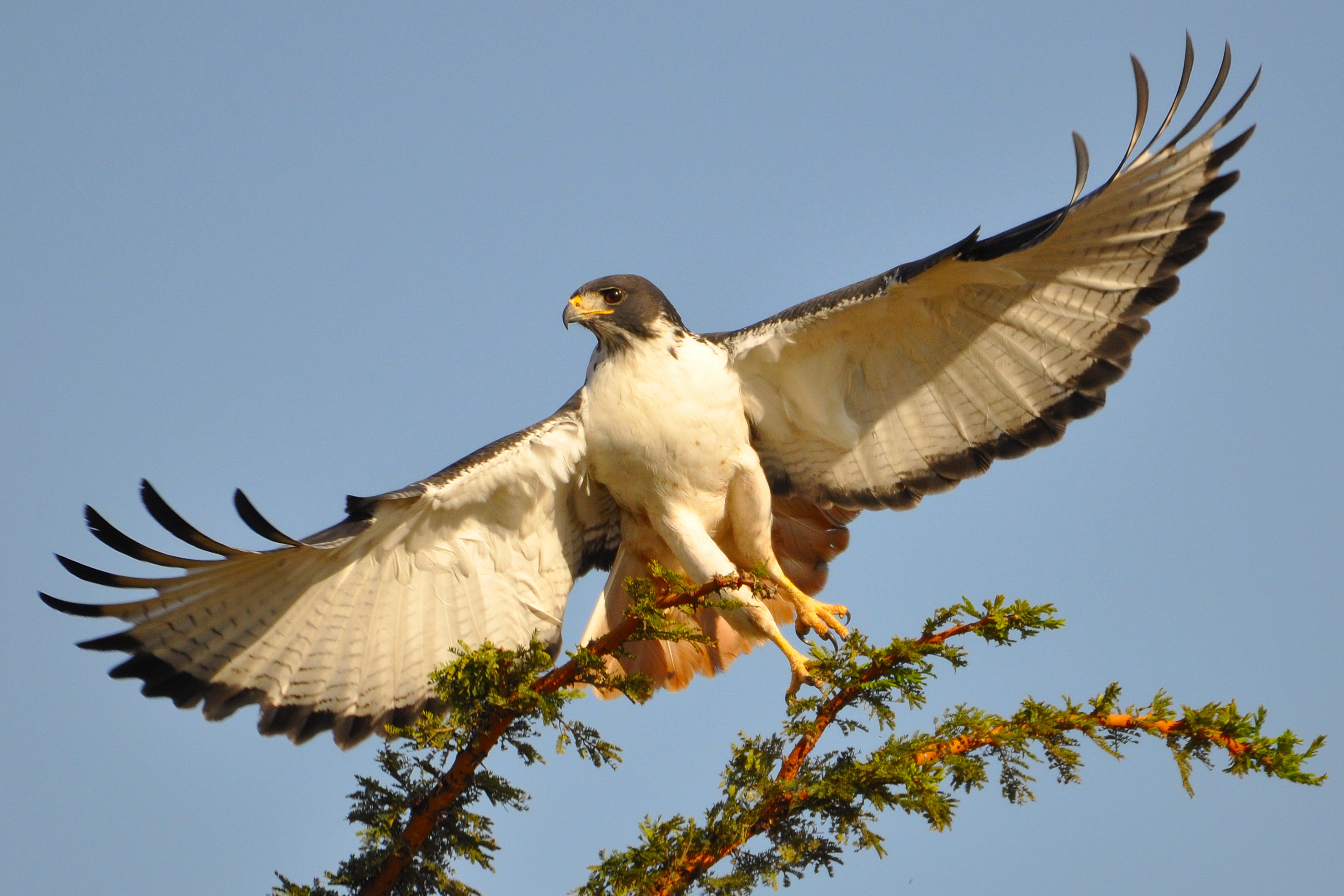
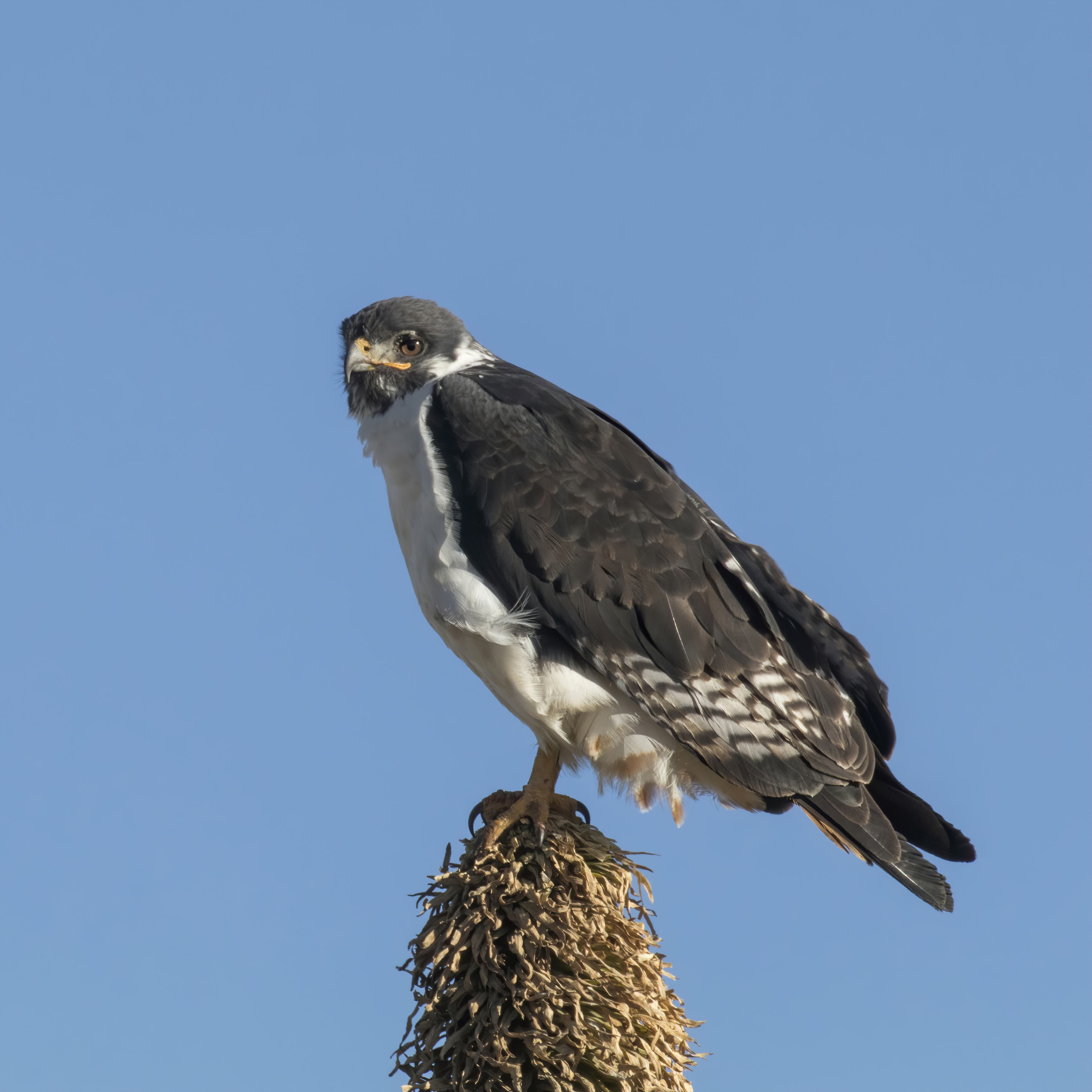